# Borghesiana

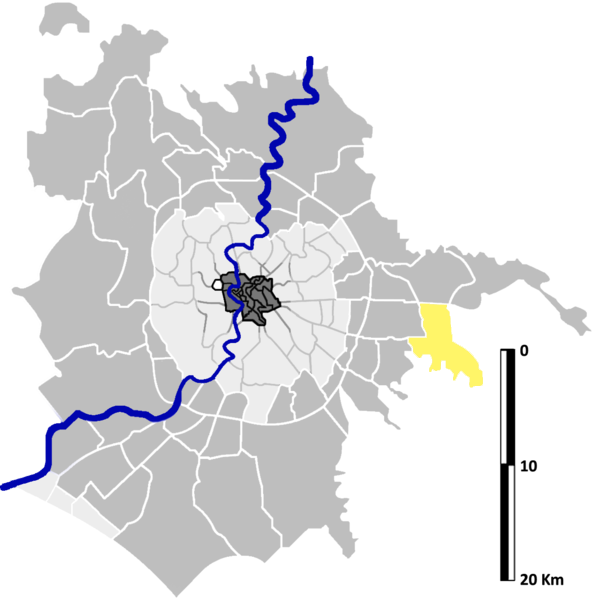
Lage von Borghesiana in Rom

Borghesiana bezeichnet die 14. Zone, abgekürzt als Z.XIV, der italienischen Hauptstadt Rom. Im Gegensatz zu den Rioni, Quartieri und Suburbi sind es die ländlicheren Gebiete von Rom. Sie gehört zum Municipio VI und zählt 47.903 Einwohner (2016). Sie befindet sich im Norden der Stadt außerhalb der römischen Ringautobahn A90 und hat eine Fläche von 21,3935 km².
Die Zona grenzt an die Gemeinden Monte Compatri, Colonna, Monte Porzio Catone und Frascati.

## Geschichte
Der Name leitet sich von der Familie Borghese ab, die Land für den gleichnamigen Bahnhof an der Bahnstrecke Roma Laziali–Giardinetti 1916 zur Verfügung stellte.
Anfang der 1950er Jahre wurden erste Häuser gebaut, die teilweise ohne Stadtplanung erfolgten.
Borghesiana wurde am 13. September 1961 durch Beschluss des Commissario Straordinario gegründet. Damals wurde der Ager Romanus in 59 Zonen geteilt, denen eine römische Zahl zugeteilt wurde und ein Z vorgestellt wurde. Davon wurden sechs an die neugegründete Gemeinde Fiumicino komplett ausgegliedert und drei weitere teilweise.